# Bryn Mawr College
Il Bryn Mawr College è un college universitario privato femminile di arti liberali con sede a Bryn Mawr, nello stato della Pennsylvania. Fondato nel 1885, è una delle Seven Sisters (associazione di college femminili negli Stati Uniti d'America nord-orientali), e insieme al Swarthmore College e all'Haverford College fa parte del Tri-College Consortium.
Nato con l'intenzione di offrire anche alle donne una rigorosa formazione intellettuale e la possibilità di effettuare ricerche originali, è stata la prima istituzione statunitense a mettere a disposizione delle donne borse di studio post laurea e dottorati di ricerca.
Il Bryn Mawr College è inoltre affiliato con l'Università della Pennsylvania e la Villanova University.